# Alice 19th
Alice 19th (jap. ありす19th) ist eine abgeschlossene Manga-Serie von Mangaka Yuu Watase, die in Japan von 2001 bis 2003 erschien. Der Shōjo-Manga erzählt von einem Mädchen, das sich nicht traut ihre Liebe zu gestehen und durch Zufall magische Kräfte erhält und in eine andere Welt befördert wird. Die Serie lässt sich den Genres Fantasy und Romantik zuordnen und wurde in mehrere Sprachen übersetzt, darunter auch ins Deutsche.

## Handlung
Die 15-jährige Alice Seno (瀬野 ありす) ist, ebenso wie ihre um ein Jahr ältere Schwester Mayura (瀬野 真由良), verliebt in den jungen Mädchenschwarm und Bogenschützen Kyo Wakamiya (若宮 叶). Die schüchterne, unscheinbare Alice schafft es nicht, dem Vorzeigeschüler und Mädchenschwarm ihre Liebe zu gestehen. Stattdessen kommt ihre Schwester mit Kyo zusammen. Und nicht nur kommt Mayura ihr bei der ersten Liebe zuvor, ihre Allergie verhindert auch, dass Alice ein lang gewünschtes Haustier bekommen kann. Als sie dann auf der Straße einem kleinen weißen Hasen findet und ihm auf einer Kreuzung das Leben rettet, hinterlässt der ihr auf der Flucht ein Armband mit einem Edelstein und der Aufschrift „Mut“ – obwohl ihr gerade der beim Geständnis ihrer Liebe gefehlt hat.
Bei der nächsten Begegnung mit dem Hasen verwandelt sich dieser in ein kleines Mädchen mit Hasenohren und Zauberkräften. Sie stellt sich als Nyoseka (ニョゼカ) vor und berichtet Alice von mächtigen runenähnlichen Symbolen, den Lotis und den Malamu. Sie behauptet, Alice sei ihr lang gesuchter Lotis Master, ein Meister der heiligen Worte. Alice wird in eine neue Welt eingeführt und lernt, die positive Energie der Lotis zu beherrschen und die negative Energie der Malamu zu fürchten. Sie muss die 24 Lotis-Runen meistern, um mit ihrer Magie das Böse aus dem Herzen der Menschen vertreiben zu können. Versehentlich nutzt sie die Energie der Malamu in einer Situation, in der sie verwirrt und wütend ist und lässt dadurch ihre Schwester in die Dunkelheit des Herzens (auch Innenherz genannt) verschwinden. Gemeinsam mit Kyo, der ebenfalls zu einem Lotis-Master wird, begibt sie sich auf die Suche nach ihrer Schwester. Auf ihrer Reise begegnen sie anderen Lotismastern, unter anderem auch den lebhaften Schürzenjäger Frey Willhazen (フレイヴェルハウゼン) aus Norwegen. Zusammen reisen sie in die Innenherzen vieler, in der Dunkelheit der Malamu verlorener Menschen. Auch Mayura ist in solch einem Innenherz.

## Veröffentlichungen
Alice 19th erschien in Japan von Juni 2001 bis April 2003 in Einzelkapitel im Manga-Magazin Shōjo Comic. Der Shogakukan-Verlag brachte die Kapitel von Oktober 2001 bis April 2003 auch in sieben Sammelbänden heraus. 2007 wurde eine Neuauflage in vier Bänden veröffentlicht. Ab 2002 machte der Verlag auf der Website des Magazins ein Online-Spiel zum Manga zugänglich.
Auf Deutsch erschien die Serie in einer Übersetzung von Sabine Hänsgen beim Verlag Egmont Manga und Anime, zunächst ab Oktober 2003 in Einzelkapiteln im Shōjo-Teil des monatlichen Manga-Magazins Manga Twister. Der Verlag brachte von Februar 2005 bis September 2006 auch die sieben Sammelbände heraus. Eine englische Übersetzung erschien bei Viz Media, eine französische, niederländische und eine spanische bei Glénat, eine italienische bei Play Press und eine chinesische bei Sharp Point Press in Taiwan. Auch eine russische Ausgabe erschien.

## Rezeption
Der Manga biete vergleichbar mit Card Captor Sakura eine interessante Idee, so Jason Thompson: Die Lotis-Welt und das innere Herz als von Dämonen geplagtes, gemeinsames Unterbewusstsein. Doch die Zauberwelt sei in dieser Geschichte nicht ausgereift; sie biete keinen besonderen visuellen Reiz und ihr mangele es an innerer Logik und Nachvollziehbarkeit. Die Beziehungen zwischen den Figuren würden angemessen aufgebaut und die Zeichnungen dienten der Geschichte gut, aber verglichen mit anderen Werken von Yuu Watase sei dieser Manga enttäuschend klischeebeladen. Alice 19th, so die deutsche Zeitschrift MangasZene, sei eine weitere der bei ihren Fans beliebten „herzzerreißenden, dramatischen Geschichten“. Sie erinnere vor allem am Anfang stark an Watases ältere Serie Fushigi Yuugi und könne daher nur wenig überraschen. Die zunächst weinerlich und um das Mitleid der Leser bettelnd erscheinende Protagonistin gewinne später noch an Stärke. Auch im Stil sei die Serie vorherigen Werken Watases ähnlich: Nur selten aufwändige Hintergründe, dafür schöne Charakterdesigns. Auch die Animania bestätigt den unveränderten Stil Watases in Alice 19th und einige Ähnlichkeiten zu Card Captor Sakura, besonders das Design der Protagonistin. Dazu kommen Super-Deformed-Darstellung in humorvollen Szenen, von denen die Serie viele biete. Der Manga reiche zwar nicht an frühere Meisterwerke von Watase heran, „doch als leichte und unterhaltsame Abwechslung ist sie besonders für Fans sehr empfehlenswert“.